# Montezuma (Colorado)
Montezuma es un pueblo ubicado en el condado de Summit en el estado estadounidense de Colorado. En el año 2010 tenía una población de 65 habitantes y una densidad poblacional de 325 personas por km².

## Geografía
Montezuma se encuentra ubicada en las coordenadas 39°34′53″N 105°52′4″O / 39.58139, -105.86778.

## Demografía
Según la Oficina del Censo en 2000 los ingresos medios por hogar en la localidad eran de $38,750, y los ingresos medios por familia eran $53,750. Los hombres tenían unos ingresos medios de $36,250 frente a los $16,250 para las mujeres. La renta per cápita para la localidad era de $31,924.